# ميك بيك
ميك بيك (بالإنجليزية: Mick Peck)‏ هو ساحر استعراضي نيوزلندي، ولد في 1981 في أوكلاند في نيوزيلندا.